# ساندي كوهن
ساندي كوهن هو لاعب هوكي الجليد كندي، ولد في 25 نوفمبر 1975 في ويتبي في كندا.